# 妃
妃，和后相較，是較次一級的稱謂，在東亞漢字文化圈內，為多國君王正配或側室的位號。

## 中國
- 夏商時期，君主正配稱為妃，或稱王妃（夏朝為后妃，因夏朝君主稱后）。有正妃、次妃之分。
- 周代以後，君王正配改稱王后，自此妃轉為君王側室、男性皇族正配的稱呼：
- 秦漢時期：皇太子正室為皇太子妃，並為後世沿用。东汉以后，王爵的正室稱王妃，如唐廣平王正配崔氏称崔妃。
- 魏晋時期：魏明帝設淑妃，位次於皇后、夫人和贵嫔。晋武帝時，淑妃為九嬪之一。
- 唐宋兩朝：貴妃、淑妃、德妃、賢妃等為正一品，位在皇后之下。
- 金朝：元妃、貴妃、淑妃、德妃、賢妃等為正一品且僅次於皇后。金宣宗貞祐年間改為貴妃、真妃、淑妃、麗妃、柔妃等。
- 明朝：
  - 明初，皇后以下，以贵妃为首。
  - 中后期，皇貴妃僅次於皇后，為眾妃之首，其次贵妃。贵妃以下，妃级别以寓意吉祥或美德等字作為徽號。
- 清朝：康熙帝定，皇后以下为皇貴妃、貴妃、妃、嬪、貴人、常在、答應。其中妃定員四人。[1]不過在康熙以及乾隆朝卻時常出現四妃以上的情況：
  - 康熙三十九年至康熙五十年，有五妃：惠妃、宜妃、德妃、榮妃、良妃
  - 康熙五十七年起，有七妃：惠妃、宜妃、德妃、榮妃、和妃、宣妃、成妃
  - 乾隆二十八年，有六妃：愉妃、慶妃、舒妃、穎妃、忻妃、豫妃
  - 乾隆二十九年至乾隆三十二年，有五妃：愉妃、慶妃、舒妃、穎妃、豫妃
  - 乾隆三十三年至乾隆三十八年，有五妃：愉妃、容妃、舒妃、穎妃、豫妃
  - 乾隆四十一年至乾隆四十二年，有六妃：愉妃、容妃、舒妃、穎妃、惇妃、順妃
  - 乾隆四十三年至乾隆五十年，有五妃：愉妃、容妃、穎妃、惇妃、順妃

## 日本
平安時代初期以前，後宮設有妃的位號，定員二人且位在皇后之下。平安時代中期以後，妃的位號消失，轉由女御和更衣取代。

## 越南
越南阮朝時期，國王正配生前只封為王妃，稱一階妃，死後追封王后。一階妃下一級有二階妃。

## 參看
- 王妃
- 王大妃
- 太妃
- 中宮
- 太子妃
- 次妃